# Porohalacarus gallicus
Porohalacarus gallicus is een mijtensoort uit de familie van de Halacaridae. De wetenschappelijke naam van de soort is voor het eerst geldig gepubliceerd in 1926 door Migot.